# Amina bint Wahb
Amina bint Wahb (ur. około 549 w Mekce, zm. około 577 w Al-Abwie) – matka proroka Mahometa, pochodziła z plemienia Kurajszytów.

## Życiorys

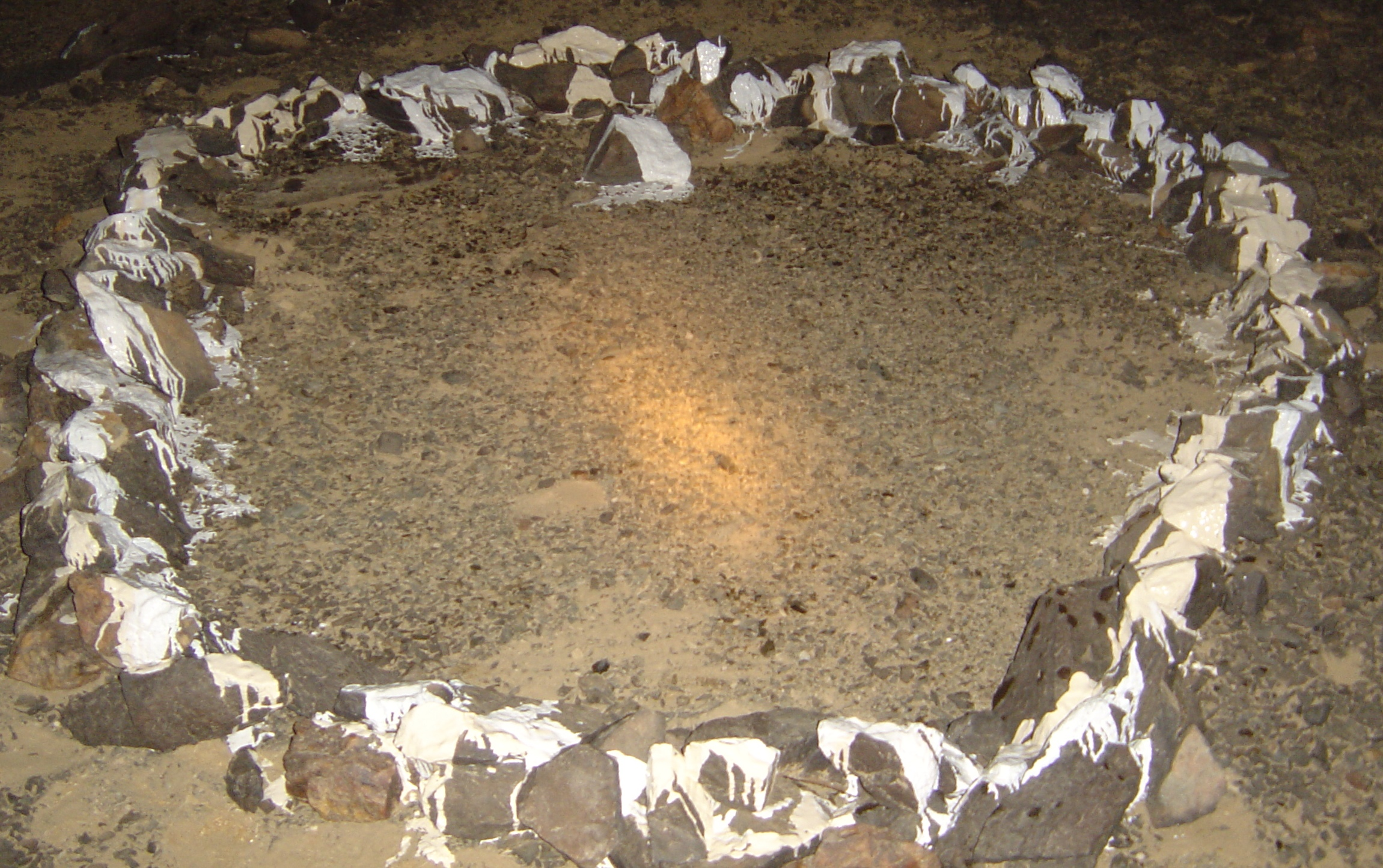
Miejsce pochówku Aminy (2010)

Pochodziła z Medyny, jej ojcem był Wahb bin Abd Manaf bin Zuhrah, matką – Barra bint Abd al-Uzza. Jej rodzice byli dalekimi kuzynami z plemienia Kurajszytów. Po śmierci jej ojca zajmował się nią wuj Wahb ibn 'Abd Manaf.
Mieszkała w Mekce. Była żoną Abdullaha bin Abduba Muttaliba, którego poślubiła około 569–570 roku. Jej syn Mahomet urodził się po śmierci męża. Co roku podróżowała do Medyny (ówcześnie Jatribu), do swoich krewnych wraz z synem Mahometem.
Zmarła w miejscowości Al-Abwa koło Medyny, gdzie została pochowana. Jej grób został zrównany z ziemią w 1998 roku.
W islamie nie jest otoczona znaczącym kultem, Mahomet ledwie ją znał, gdyż został osierocony w wieku 6 lat, a ona sama siłą rzeczy nie przeszła na islam i zmarła jako politeistka.
W chrześcijaństwie oskarżano Aminę o cudzołóstwo popełnione z wysoko postawionym Żydem, czego owocem miał być Antychryst – Mahomet.